# Torridincolidae
Torridincolidae zijn een familie van kevers uit de onderorde Myxophaga. Ze omvat ongeveer zestig soorten in zeven geslachten.
De familie werd gevormd door Wallace A. Steffan in 1964 voor het nieuwe geslacht Torridincola met de nieuwe soort Torridincola rhodesica uit het Afrotropisch gebied. 
De soorten uit deze familie leven vooral in en naast snelstromende riviertjes met een rijke vegetatie onder water; ook aan watervallen, en vaak op natte rotsen die bedekt zijn met algen.

## Geslachten
De geslachten uit deze familie zijn:
- Claudiella Reichardt & Vanin, 1976
- Delevea Reichardt, 1976
- Iapir Py-Daniel, Fonseca & Barbosa, 1993
- Incoltorrida Steffan, 1973
- Satonius Endrödy-Younga, 1997
- Torridincola Steffan, 1964
- Ytu Reichardt, 1973

Torridincola, Incoltorrida en Delevea komen voor in het Afrotropisch gebied; Iapir, Ytu en Claudiella in het Neotropisch gebied; Satonius is een Aziatisch geslacht uit China en Japan.